# Perdasdefogu
Perdasdefogu (em sardo também referida como Foghesu) é uma comuna italiana de região da Sardenha, província da Nuoro, com cerca de 1.780 habitantes (dados de 2022). Estende-se por uma área de 77 km², tendo uma densidade populacional de 30 hab/km². Faz fronteira com Ballao (CA), Escalaplano, Seui, Ulassai, Villaputzu (CA).

## Recorde mundial de longevidade
A cidade é reconhecida pelo Guinness World Records como o município com o recorde mundial de "maior concentração de centenários" (que em 2022 contava com sete moradores com idade superior a 100 anos).

## Idade combinada
A família Melis ganhou, em 2014, o reconhecimento pelo Guinness World Records, de família com a idade combinada mais alta mundialmente, quando nove irmãos vivos (todos moradores da cidade) possuíam 800 anos em idade somada.

## Turismo
A cidade explora os recordes locais, como o de longevidade familiar e idade combinada, para atrair turistas. E para isso, oferece atrações como: painel fotográfico de super centenários locais em sua avenida principal, a via "Longevity Square", o "Century Club", o bar da família Melis e a gastronomia local, especializada em uma dieta eficaz para a longevidade.

## Base de lançamento
A cidade manteve, por décadas, uma base militar com uma plataforma de lançamentos para mísseis de longo alcance.
Por despejar, nos arredores da cidade, resíduos enriquecidos com urânio presente na fuligem do combustível dos misseis, o governo italiano, através da promotoria local, solicitou a fechamento da base, que foi acatado pelos militares.

## Demografia
| Variação demográfica do município entre 1861 e 2011                               |
|                                                                                   |
| Fonte: Istituto Nazionale di Statistica (ISTAT) - Elaboração gráfica da Wikipedia |